# أونغ موي
أونغ موي مواليد 9 يونيو 1985، هو لاعب كرة قدم بورمي. يلعب في مركز الوسط.

## المسيرة الاحترافية

### أندية لعب لها
- نادي يانغون يونايتد